# Seven Tears (album)
Seven Tears is een muziekalbum van Golden Earring uit september 1971.
De muziek van Golden Earring kent begin jaren zeventig naast de harde rock een opvallend zachte, mystieke kant. Op Golden Earring (Wall of Dolls) uit 1970 komt deze gevoeligheid naar boven in Yellow and Blue en See See. Seven Tears herbergt soortgelijke liedjes als Silver Ships en Hope. Het nummer The Road Swallowed Her Name en de Earring-klassieker She Flies on Strange Wings zijn rocknummers met uitbundige riffs.

## Nummers
1. Silver Ships (5.40)
2. The Road Swallowed Her Name (4.07)
3. Hope (4.46)
4. Don't Worry (3.20)
5. She Flies on Strange Wings (7.22)
6. This Is the Other Side of Life (3.19)
7. You're Better Off Free (6.44)

## Hitnotering
| Seven Tears in de Nederlandse LP Top 20 -- binnen: 11-09-1971 | Seven Tears in de Nederlandse LP Top 20 -- binnen: 11-09-1971 | Seven Tears in de Nederlandse LP Top 20 -- binnen: 11-09-1971 | Seven Tears in de Nederlandse LP Top 20 -- binnen: 11-09-1971 | Seven Tears in de Nederlandse LP Top 20 -- binnen: 11-09-1971 | Seven Tears in de Nederlandse LP Top 20 -- binnen: 11-09-1971 | Seven Tears in de Nederlandse LP Top 20 -- binnen: 11-09-1971 | Seven Tears in de Nederlandse LP Top 20 -- binnen: 11-09-1971 | Seven Tears in de Nederlandse LP Top 20 -- binnen: 11-09-1971 | Seven Tears in de Nederlandse LP Top 20 -- binnen: 11-09-1971 | Seven Tears in de Nederlandse LP Top 20 -- binnen: 11-09-1971 | Seven Tears in de Nederlandse LP Top 20 -- binnen: 11-09-1971 | Seven Tears in de Nederlandse LP Top 20 -- binnen: 11-09-1971 | Seven Tears in de Nederlandse LP Top 20 -- binnen: 11-09-1971 | Seven Tears in de Nederlandse LP Top 20 -- binnen: 11-09-1971 | Seven Tears in de Nederlandse LP Top 20 -- binnen: 11-09-1971 | Seven Tears in de Nederlandse LP Top 20 -- binnen: 11-09-1971 | Seven Tears in de Nederlandse LP Top 20 -- binnen: 11-09-1971 |
| Week:                                                         | 1                                                             | 2                                                             | 3                                                             | 4                                                             | 5                                                             | 6                                                             | 7                                                             | 8                                                             | 9                                                             | 10                                                            | 11                                                            | 12                                                            | 13                                                            | 14                                                            | 15                                                            | 16                                                            |                                                               |
| ------------------------------------------------------------- | ------------------------------------------------------------- | ------------------------------------------------------------- | ------------------------------------------------------------- | ------------------------------------------------------------- | ------------------------------------------------------------- | ------------------------------------------------------------- | ------------------------------------------------------------- | ------------------------------------------------------------- | ------------------------------------------------------------- | ------------------------------------------------------------- | ------------------------------------------------------------- | ------------------------------------------------------------- | ------------------------------------------------------------- | ------------------------------------------------------------- | ------------------------------------------------------------- | ------------------------------------------------------------- | ------------------------------------------------------------- |
| Positie:                                                      | 8                                                             | 2                                                             | 2                                                             | 3                                                             | 3                                                             | 2                                                             | 3                                                             | 2                                                             | 3                                                             | 7                                                             | 6                                                             | 10                                                            | 13                                                            | 15                                                            | 17                                                            | 18                                                            | uit                                                           |

Discografie